# ريتا تشيلد دور
كانت ريتا تشيلد دُور (1868-1948) صحفية ومحررة صحيفة وكاتبة وناشطة سياسية أمريكية تطالب بمنح المرأة الحق بالتصويت. تُذكر دُور بكونها واحدة من الصحفيات المدافعات (مكراركرز) الناشطات في مجال فضح الفساد خلال الحقبة التقدمية، وبكونها أول محررة لصحيفة ذا سوفراجيست البارزة.

## سيرة حياتها

### أولى سنوات حياتها
ولدت ريتا لويز تشيلد بتاريخ 2 نوفمبر 1866 في مدينة أوماها بولاية نبراسكا الأمريكية. كانت الطفلة الثانية في عائلة مكونة من أربع بنات، والأم، لوسي ميتشل والأب، إدوارد بايسون تشيلد، الصيدلي المولود في نيويورك.
عندما كانت في الثانية عشرة من عمرها، تسللت تشيلد في إحدى الليالي مع أختها من منزل العائلة معارضةً لرغبات والدهما، بهدف الاستماع لمحاضرة سوزان أنتوني وإليزابيث كادي ستانتون حول حق المرأة في التصويت. كانت تلك التجربة بمثابة نقطة تحول في مسار حياة تشيلد، لتصبح بعدها ملتزمة بفكرة كون التصويت حق أساسي، حتى في عمرها المبكر هذا.
درست تشيلد في جامعة نبراسكا لمدة عامين اثنين قبل الانتقال إلى مدينة نيويورك في عام 1890 حيث عملت صحفية. بينما كانت في نيويورك، التقت تشيلد بجون بيكسلي دُور، رجل الأعمال المحافظ من سياتل، الذي تزوجته عام 1892 وانتقلت معه إلى سياتل لتكوين أسرة.
واصلت ريتا دُور عملها الصحفي حتى بعد زواجها، إذ أجرت العديد من المقابلات مع عمّال مناجم الذهب ممن عادوا من ألاسكا، وعملت صحفية مستقلّة تكتب لصحف نيويورك. نما الخلاف مع زوجها المتمسّك بالتقاليد، حتى انفصلت عنه في عام 1898، وعادت إلى الشرق مع ابنها الذي كان يبلغ حينها عامين اثنين، واضطرت بعدها لشق طريقها المالي كأم عزباء.

### عملها في صحيفة نيويورك إيفنينج بوست
في عام 1902، بدأت دُور العمل في صحيفة نيويورك إيفنينغ بوست، حيث كتبت تحقيقات ومواد استقصائية حول قضايا المرأة. عملت في المصانع والمطاحن وكبرى المتاجر بهدف إجراء تحقيقات خاصة حول ظروف عمل النساء والأطفال.

تمرّدت دُور على المعاملة غير المتكافئة للنساء في مكان العمل. في عام 1927، تحدثت عن فترة عملها في صحيفة إيفنينج بوست قائلة:
«كوني امرأة، لا أملك قدرة الرجل على كسب لقمة العيش. أعرف ذلك لأن خدماتي كمراسلة وكاتبة كانت مطلوبة من قبل أكثر الصحف المرموقة في نيويورك آنذاك. كان طلب الانضمام إلى فريق العمل علامة على القدرة، وعلامة على قدرة خاصة إذا كنت امرأة، لأن عدد النساء اللاتي يتمكنّ من الحصول على وظيفة في أي صحيفة في أي مكان كان محدودًا جدًا في تلك الأيام. مع ذلك، وبسبب جنسي، كان عليّ أن أقبل راتبًا لا يزيد عن نصف راتب أي من زملائي الذكور. علاوة على ذلك، قيل لي أن لا أمل لي بالحصول على زيادة. أوضح لي رئيس التحرير أن النساء كنّ مصادفات في الصناعة. يتم التسامح معهن لأنهن مطلوبات مؤقتًا، لكن، يومًا ما سيعود الوضع على ما كان عليه (مكان المرأة في المنزل) وتعود الوظائف مرة أخرى إلى المكان التي كانت تنتمي إليه، إلى الرجال».
عٌيّنت دور في نهاية المطاف بمنصب رئيس تحرير قسم الشؤون النسائية في الصحيفة، لكنها سرعان ما أدركت أنها اصطدمت بسقف زجاجي في الصحيفة. عندما سألت رئيس تحريرها عن مستقبلها في الصحيفة، أخبرها أن لا مستقبل لها خارج منصبها الحالي، وعزا ذلك، ظاهريًا، لآرائها السياسية الراديكالية التي كانت بعيدة عن تلك التي تبنتها الصحيفة بصورة تقليدية.

### النشاط السياسي
تركت دُور صحيفة إيفنينج بوست في صيف عام 1906 وسافرت إلى أوروبا، حيث أصبحت أكثر اهتمامًا بالحركة الدولية المتنامية لمنح المرأة حق التصويت. واصلت هذه النشاطات عند عودتها إلى أمريكا. كتبت دُور تحقيقات وقصصًا واقعية عن الوضع المأساوي الذي تواجهه النساء العاملات في المدن لصالح مجلة الإصلاح الدورية، هامبتونز برودواي ماجازين، التي لم تدم طويلًا. في عام 1910، جُمعت الكثير من هذه التحقيقات والمقالات في كتاب حمل عنوان ما تريده ثمانية ملايين امرأة، الذي اعتُبر مؤثرًا في زمنه.